# イラティ層

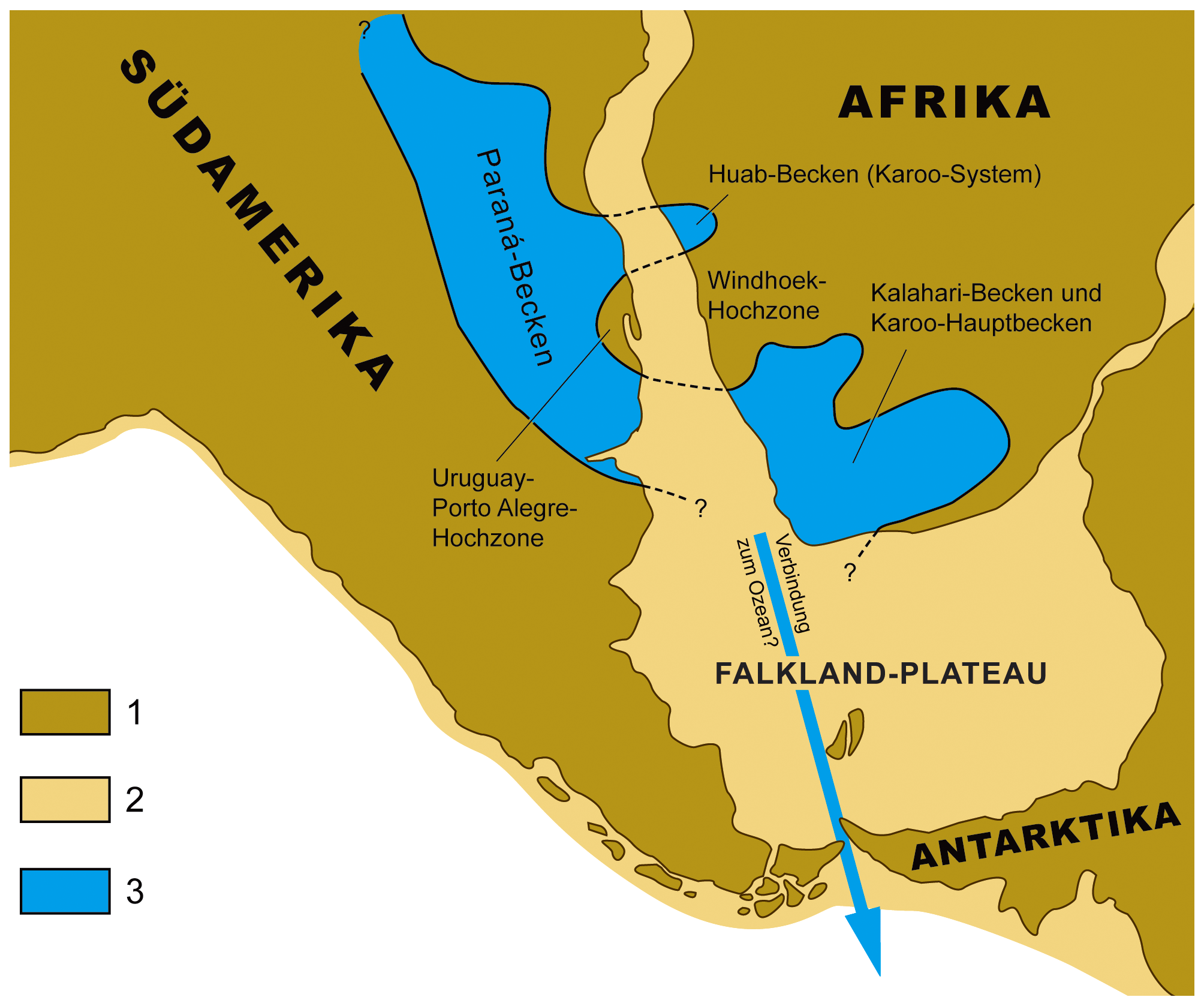
パラナ盆地の内海 (通称"メソサウルスの海") の古地理地図

イラティ層（英語: Irati Formation）は、南米ブラジルのパラナ盆地に存在するペルム紀前期（2億7800万年前）の地層である。命名者は米国の地質学者イスラエル・C・ホワイトによる。露頭はブラジル南東部（ゴイアス州・マットグロッソ州・サンパウロ州・パラナ州・サンタカタリーナ州・リオグランデ・ド・スル州・マットグロッソ・ド・スル州）などに存在する。地層は主に黒色頁岩と炭酸塩岩で構成され、これは当時のイラティ層に塩分濃度の高い水域（塩湖・ラグーン・内海など）が広がっていたことによると考えられている。
なおウルグアイのマングルッロ層やアフリカ南部のホワイトヒル層と地理的な繋がりが深く、これらの地層では共通の化石が発見されている（生物相の項を参照）。

## 古環境
イラティ層にはイラティ-ホワイトヒル海(Irati-Whitehill Sea)、あるいはホワイトヒル-イラティ海(Whitehill-Irati Sea)と呼ばれる推定500万平方キロメートルの水域が存在した。イラティ-ホワイトヒル海は上部ドウィカ(Upper Dwyka)の頃は純粋な海水で満たされていたものの、イラティ層やホワイトヒル層が堆積した時代では汽水に変化していたと推測されている。これはパラナ盆地南部の地殻変動が原因であると指摘されている。
イラティ-ホワイトヒル海では生物の大量死が突発的に発生することがあった。死因には水底の硫化水素による食物連鎖(Food Web)の崩壊・ガス中毒、そして激しい海流による溺死などが原因として提示されている。
最終的にイラティ-ホワイトヒル海は、約2億7700万年前のサン ラファエル造山運動(San-Rafaelic Orogeny)で外部の海洋と隔離されたことで消失したとする研究がある。

## 生物相

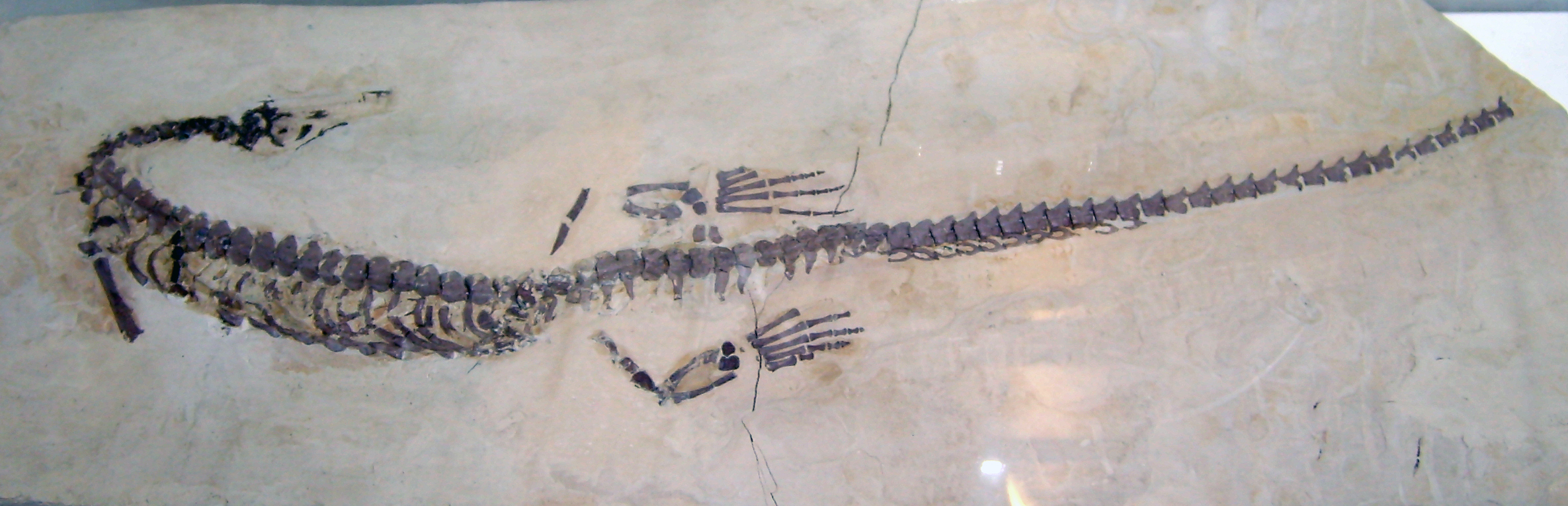
イラティ層産のメソサウルスの化石

ホワイトヒル-イラティ海は他の水域と比べて環境が厳しく、強力な海流・pH変動・高濃度の塩分などにより生息可能な生物は制限されていた。イラティ層から発掘された巨大なストロマトライトの存在がこれを示している。
イラティ層の生物は以下を参照。
- メソサウルス科 [6]
- フクロエビ上目 [8]
- 軟骨魚綱 [9]
- 全頭亜綱  [10]

ただしメソサウルスと魚類が共産した例はない。その一方、メソサウルスが堆積した層の上位層・下位層では条鰭類・シーラカンス目・棘魚類が確認されており、さらなる研究が待たれている。